# Campionato mondiale per club FIVB 2011 (femminile)
Il campionato mondiale per club FIVB 2011 è stata la 5ª edizione del massimo torneo pallavolistico mondiale per club.
Il torneo ha preso il via l'8 ottobre e si è concluso il 14 ottobre; tutti gli incontri si sono disputati all'Al-Gharafa Indoor Hall di Doha ( Qatar).

## Formato
Alla competizione hanno preso parte, come da regolamento, le squadre 5 vincitrici delle massime competizioni continentali, più una wild card decisa dalla federazione internazionale.
La formula prevede la suddivisione delle sei squadre partecipanti in due gironi, A e B. Si qualificano per la fase successiva le prime due classificate di ogni girone, che si incroceranno in semifinale (la prima del girone A incontrerà la seconda del girone B, e il contrario). Le squadre qualificatesi terze nel girone iniziale saranno eliminate, e verranno entrambe inserite nella classifica finale con il rango di quinte.
Le vincitrici delle semifinali si sono contese la vittoria finale, mentre le sconfitte si sono scontrate per la finale 3º-4º posto.

## Squadre partecipanti e date
| Squadra       | Qualificazione                              | Ultima partecipazione                  |
| ------------- | ------------------------------------------- | -------------------------------------- |
| VakıfBank GS  | 1ª alla CEV Champions League 2010-11        | Debutto                                |
| Osasco        | 1ª al campionato sudamericano per club 2011 | Campionato mondiale per club FIVB 2010 |
| Mirador       | Rappr. del Nord e Centro America            | Campionato mondiale per club FIVB 2010 |
| Chang         | 1ª al campionato asiatico per club 2011     | Debutto                                |
| Kenya Prisons | Campione d'Africa                           | Campionato mondiale per club FIVB 2010 |
| Rabitə Baku   | Wild card                                   | Debutto                                |

| 26 giugno 2011     | Sorteggio gironi                |
| 8-9 ottobre 2011   | Fase a gironi, prima giornata   |
| 10-11 ottobre 2011 | Fase a gironi, seconda giornata |
| 12 ottobre 2011    | Fase a gironi, terza giornata   |
| 13 ottobre 2011    | Semifinali                      |
| 14 ottobre 2011    | Finali                          |

## Torneo

### Fase a gironi
Il sorteggio per la definizione dei gironi della prima fase si è tenuto il 26 giugno 2011 al Grand Regency Hotel di Doha.

La fase a gironi ha preso il via l'8 ottobre 2011, e si è conclusa il 12 ottobre.
| Girone A      | Girone B    |
| ------------- | ----------- |
| VakıfBank GS  | Rabitə Baku |
| Kenya Prisons | Osasco      |
| Mirador       | Chang       |

#### Girone A

##### Risultati
| 8 ottobre 2011 Al-Gharafa Indoor Hall, Doha Durata: 1h:09 - Spettatori: 405    | VakıfBank GS  | 3 - 0 | Mirador       | 25-13, 25-19, 25-14              |
| 10 ottobre 2011 Al-Gharafa Indoor Hall, Doha Durata: 1h:45 - Spettatori: 899   | Kenya Prisons | 2 - 3 | Mirador       | 25-20, 25-20, 20-25, 24-26, 7-15 |
| 12 ottobre 2011 Al-Gharafa Indoor Hall, Doha Durata: 1h:04 - Spettatori: 1 464 | VakıfBank GS  | 3 - 0 | Kenya Prisons | 25-13, 25-17, 25-10              |

##### Classifica
| Pos | Squadra       | Pt | G | V | P | SV | SP | Ratio | PF  | PS  | Ratio |
| --- | ------------- | -- | - | - | - | -- | -- | ----- | --- | --- | ----- |
| 1   | VakıfBank GS  | 6  | 2 | 2 | 0 | 6  | 0  | MAX   | 150 | 86  | 1.744 |
| 2   | Mirador       | 2  | 2 | 1 | 1 | 3  | 5  | 0.600 | 152 | 176 | 0.864 |
| 3   | Kenya Prisons | 1  | 2 | 0 | 2 | 2  | 6  | 0.333 | 141 | 181 | 0.779 |

#### Girone B

##### Risultati
| 9 ottobre 2011 Al-Gharafa Indoor Hall, Doha Durata: 1h:55 - Spettatori: 973  | Osasco      | 3 - 1 | Chang       | 25-17, 25-21, 24-26, 26-24       |
| 11 ottobre 2011 Al-Gharafa Indoor Hall, Doha Durata: 1h:32 - Spettatori: 949 | Rabitə Baku | 3 - 1 | Chang       | 25-19, 21-25, 25-15, 25-17       |
| 12 ottobre 2011 Al-Gharafa Indoor Hall, Doha Durata: 1h:56 - Spettatori: 900 | Osasco      | 2 - 3 | Rabitə Baku | 12-25, 25-23, 18-25, 25-23, 6-15 |

##### Classifica
| Pos | Squadra     | Pt | G | V | P | SV | SP | Ratio | PF  | PS  | Ratio |
| --- | ----------- | -- | - | - | - | -- | -- | ----- | --- | --- | ----- |
| 1   | Rabitə Baku | 5  | 2 | 2 | 0 | 6  | 3  | 2.000 | 207 | 162 | 1.278 |
| 2   | Osasco      | 4  | 2 | 1 | 1 | 5  | 4  | 1.250 | 186 | 199 | 0.935 |
| 3   | Chang       | 0  | 2 | 0 | 2 | 2  | 6  | 0.333 | 164 | 196 | 0.837 |

### Fase finale
|  | Semifinali   | Semifinali   | Semifinali  |             |              | Finale             | Finale             | Finale             |  |
|  |              |              |             |             |              |                    |                    |                    |  |
|  | VakıfBank GS | VakıfBank GS | 3           |             |              |                    |                    |                    |  |
|  | VakıfBank GS | VakıfBank GS | 3           |             |              |                    |                    |                    |  |
|  | Osasco       | Osasco       | 0           |             |              |                    |                    |                    |  |
|  | Osasco       | Osasco       | 0           |             | VakıfBank GS | VakıfBank GS       | 0                  |                    |  |
|  |              |              |             |             | VakıfBank GS | VakıfBank GS       | 0                  |                    |  |
|  |              |              | Rabitə Baku | Rabitə Baku | 3            |                    |                    |                    |  |
|  | Rabitə Baku  | Rabitə Baku  | Rabitə Baku | Rabitə Baku | 3            | 3                  |                    |                    |  |
|  | Rabitə Baku  | Rabitə Baku  |             |             |              | 3                  |                    |                    |  |
|  | Mirador      | Mirador      | 0           |             |              | Finale 3º/4º posto | Finale 3º/4º posto | Finale 3º/4º posto |  |
|  | Mirador      | Mirador      | 0           |             |              |                    |                    |                    |  |
|  |              |              |             |             |              |                    |                    |                    |  |
|  |              |              |             |             |              | Osasco             | Osasco             | 3                  |  |
|  |              |              |             |             |              | Osasco             | Osasco             | 3                  |  |
|  |              |              |             |             |              | Mirador            | Mirador            | 0                  |  |

#### Semifinali
| 13 ottobre 2011 Al-Gharafa Indoor Hall, Doha Durata: 1h:21 - Spettatori: 560 | VakıfBank GS | 3 - 0 | Osasco  | 25-19, 25-21, 25-19 |
| 13 ottobre 2011 Al-Gharafa Indoor Hall, Doha Durata: 1h:03 - Spettatori: 880 | Rabitə Baku  | 3 - 0 | Mirador | 25-15, 25-15, 25-8  |

#### Finale 3º posto
| 14 ottobre 2011 Al-Gharafa Indoor Hall, Doha Durata: 0h:58 - Spettatori: 220 | Osasco | 3 - 0 | Mirador | 25-9, 25-13, 25-8 |

#### Finale
| 14 ottobre 2011 Al-Gharafa Indoor Hall, Doha Durata: 1h:10 - Spettatori: 2 900 | VakıfBank GS | 0 - 3 | Rabitə Baku | 15-25, 18-25, 9-25 |

## Classifica finale
| Pos | Squadre       |
| --- | ------------- |
|     | Rabitə Baku   |
|     | VakıfBank GS  |
|     | Osasco        |
| 4   | Mirador       |
| 5   | Chang         |
| 5   | Kenya Prisons |

## Premi individuali
| Premio                 | Nome              | Squadra      |
| ---------------------- | ----------------- | ------------ |
| MVP                    | Nataša Osmokrović | Rabitə Baku  |
| Miglior realizzatrice  | Nataša Osmokrović | Rabitə Baku  |
| Miglior attaccante     | Nataša Osmokrović | Rabitə Baku  |
| Miglior ricevitrice    | Nataša Osmokrović | Rabitə Baku  |
| Miglior muro           | Adenízia da Silva | Osasco       |
| Miglior servizio       | Bahar Toksoy      | VakıfBank GS |
| Miglior palleggiatrice | Iryna Žukova      | Rabitə Baku  |
| Miglior libero         | Gizem Güreşen     | VakıfBank GS |